# Thorfinn Karlsefni

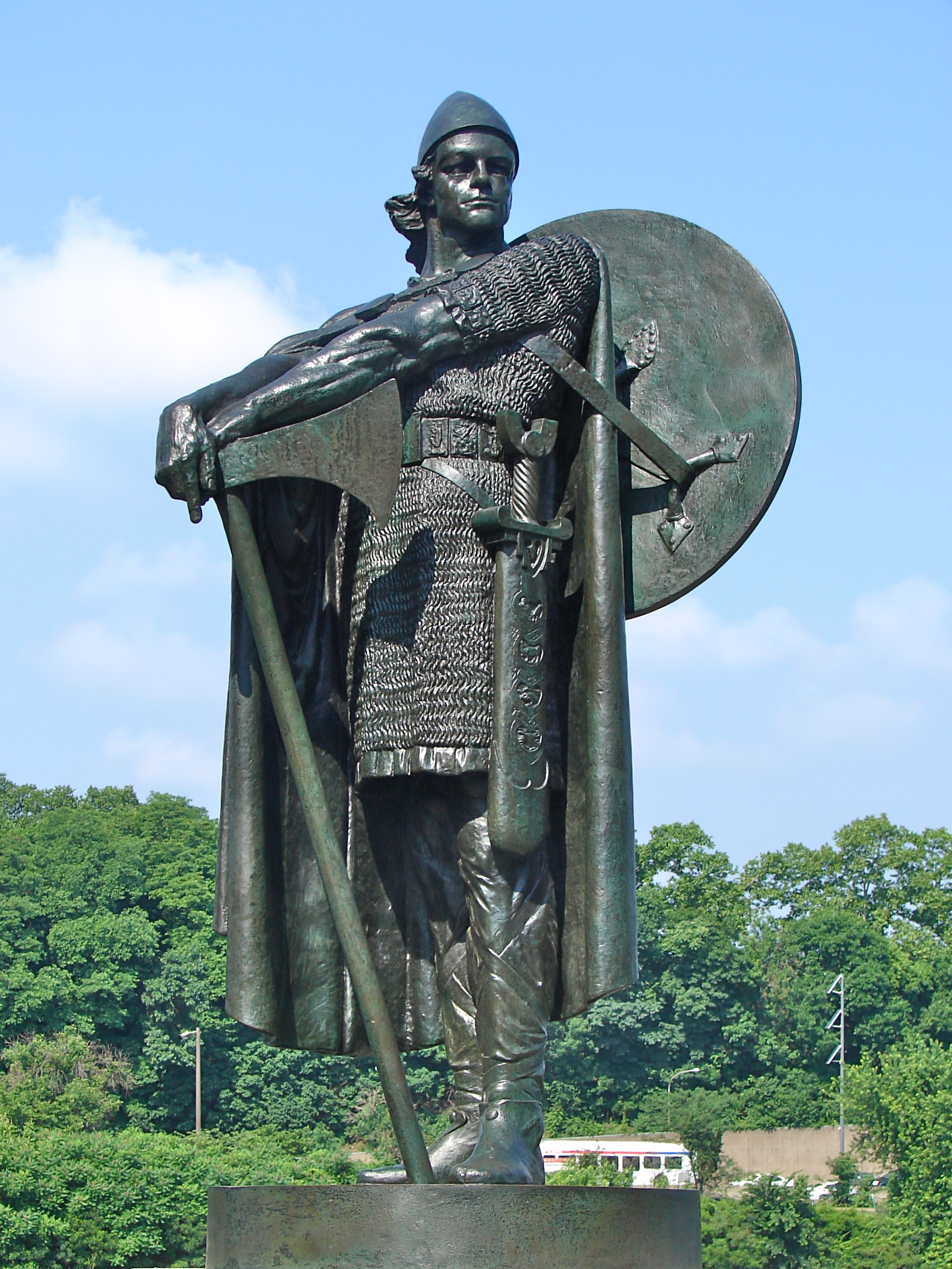
Pomnik Thorfinna Karlsefniego w Filadelfii

Thorfinn Karlsefni (staronord. Þorfinnr Karlsefni; isl. Þorfinnur Karlsefni) – islandzki żeglarz, który ok. 1010 roku podjął się próby kolonizacji Winlandii odkrytej przez Leifa Erikssona.

## Życiorys
Karlsefni urodził się prawdopodobnie w drugiej połowie X wieku. Był synem zamożnego kupca Thorda Horseheada i Thorunn. Dzieciństwo spędził w posiadłości ojca zwanej Stad w Reyniness w pobliżu zatoki Skagafjord.
Według sag winlandzkich po śmierci Thorsteina Erikssona (brata Leifa) Karlsefni przybył na Grenlandię z Norwegii. Tam zakochał się w Gudridur, byłej żonie Thorsteina i wziął z nią ślub. Dalej pojawiają się rozbieżności w jego historii, ponieważ Saga o Grenlandczykach wspomina, że Gudridur, jak i wiele innych osób namawiało go do poprowadzenia wyprawy do Winlandii. Karlsefni zgodził się i wraz z 60-osobową załogą wyruszył w podróż. Po dotarciu do celu osiadł w dawnym obozie Leifa Erikssona, gdzie pozostał do końca zimy. Saga o Eryku Rudym mówi z kolei, że Karlsefni wraz ze Snorrim Thorbrandssonem postanowili odszukać ziemię, na którą przypadkowo natknął się Leif, gdy jego statek zboczył z kursu. W opisie wyprawy przypisuje mu się również nadanie nazw nowo odkrytym terenom takim jak: Helluland, czy Markland choć są to zasługi Erikssona. Teksty wspominają także o wrogiej rdzennej ludności, którą wikingowie nazwali Skrælingami. Początkowo przyjazne stosunki handlowe z tubylcami przemieniły się w konflikt, po którym Karlsefni opuścił Winlandię.
W Winlandii Gudridur urodziła chłopca o imieniu Snorri Thorfinnsson, które jako pierwszym znane dziecko europejskiego pochodzenia urodziło się w Nowym Świecie. Dokładna lokalizacja kolonii Thorfinna jest nieznana. Być może znajdowała się w L’Anse aux Meadows, gdzie odnaleziono pozostałości osady wikingów.
Sagi kończą się po powrocie Karlsefniego z Winlandii, który wraz z rodziną osiada na Islandii. Niektórzy z ich potomków zostają później pierwszymi islandzkimi biskupami.

## Rozbieżności w tekstach
Wyprawy Thorfinna zostały dość dobrze udokumentowane w Sadze o Grenlandczykach i Sadze o Eryku Rudym, jednakże obie relacje znacząco się od siebie różnią. Według Sagi o Grenlandczykach Karlsefni za namową żony, wyruszył wraz z 60-osobową załogą w podróż do Winlandii trasą Leifa Erikssona. Z kolei Saga o Eryku Rudym mówi, że wyprawa liczyła trzy statki i 140 ludzi, a Karlsefni wyruszył, by odnaleźć ziemię, na którą przypadkowo natknął się Eriksson, kiedy zboczył z kursu podczas sztormu. Saga zawiera również wiele szczegółów, które zniekształcają fakty i bagatelizują znaczenie Erikssona, przedstawiając go jako przypadkowego odkrywcę Winlandii. Główne zasługi przypisuje natomiast Karlsefniemu. Niektórzy historycy uważają, że została ona nieco ubarwiona ze względów propagandowych. Saga została napisana bowiem w XIII wieku, kiedy to jeden z potomków Thorfinna był kanonizowany. Jego zwolennicy mogli więc wyolbrzymić rolę słynnego przodka w ważnych odkryciach.

## W popkulturze
Postacią Karlsefniego silnie inspirowany był Thorfinn, główny bohater Sagi winlandzkiej.